# مراق (المخادر)

تعديل مصدري - تعديل

مراق محلة تابعة لقرية المنزل، التابعة لعزلة الوادي بمديرية المخادر إحدى مديريات محافظة إب في الجمهورية اليمنية، بلغ تعداد سكانها 30 حسب تعداد اليمن لعام 2004.